# Srikalahasti
Srikalahasti é uma cidade e um município no distrito de Chittoor, no estado indiano de Andhra Pradesh.

## Demografia
Segundo o censo de 2001, Srikalahasti tinha uma população de 70 876 habitantes. Os indivíduos do sexo masculino constituem 50% da população e os do sexo feminino 50%. Srikalahasti tem uma taxa de literacia de 67%, superior à média nacional de 59,5%: a literacia no sexo masculino é de 75% e no sexo feminino é de 59%. Em Srikalahasti, 12% da população está abaixo dos 6 anos de idade.